# Thìn
Thìn (辰, hán việt: thần, nghĩa là buổi sáng) là một trong số 12 chi của Địa chi, thông thường được coi là địa chi thứ năm. Đứng trước nó là Mão, đứng sau nó là Tỵ.
Tháng Thìn trong nông lịch là tháng ba âm lịch. Về thời gian thì giờ Thìn tương ứng với khoảng thời gian từ 07:00 tới 09:00 trong 24 giờ mỗi ngày. Về phương hướng thì Thìn chỉ hướng đông đông nam. Theo Ngũ hành thì Thìn tương ứng với Thổ, theo thuyết Âm-Dương thì Thìn là Dương.
Thìn mang ý nghĩa là phấn chấn, chỉ trạng thái bao phủ che trùm của thực vật trên khắp mặt đất trong khoảng thời gian này tại các vĩ độ ôn đới thấp và nhiệt đới (khoảng giữa mùa xuân theo quan điểm của người Á Đông).
Để tiện ghi nhớ hoặc là do sự giao thoa văn hóa nên mỗi địa chi được ghép với một trong 12 con giáp. Thìn tương ứng với rồng.
Trong lịch Gregory, năm Thìn là năm mà chia cho 12 dư 8

## Các can chi Thìn
- Giáp Thìn
- Bính Thìn
- Mậu Thìn
- Canh Thìn
- Nhâm Thìn